# 土田道夫
土田 道夫（つちだ みちお、1957年 - ）は、日本の法学者。専門は労働法。学位は、法学博士（東京大学・課程博士・1987年）。同志社大学法学部・法学研究科教授。元新司法試験考査委員（労働法）。

## 略歴
- 1979年 - 法政大学法学部法律学科卒業
- 1982年 - 法政大学大学院社会学研究科修了（社会法学修士）
- 1987年 - 東京大学大学院法学政治学研究科博士課程修了（法学博士）
- 1997年 - 獨協大学法学部助教授
- 1999年 - 獨協大学法学部教授
- 2002年 - 同志社大学法学部教授

## 受賞歴
- 第23回労働関係図書優秀賞（2000年）[要説明]

## 社会的活動
- 日本労働法学会（代表理事2021年-現在）
- 産業構造審議会知的財産政策部会特許制度小委員会委員(2003年2月から)
- 労働政策審議会労働条件分科会「今後の労働契約法制の在り方に関する研究会」(2004年から)
- 新司法試験考査委員（労働法）(2009年から)

## 主な著書
- 『労働契約法［第2版］』（有斐閣・2016年）
- 『企業変動における労働法の課題』（共編 有斐閣・2016年）
- 『労働法概説［第3版］』（弘文堂・2014年）
- 『ケースブック労働法［第4版］』（共著 有斐閣・2015年）
- 『ケースブック労働法［第8版］』（共編著 弘文堂・2014年）
- 『債権法改正と労働法』（編 商事法務・2012年）
- 『ウォッチング労働法［第3版］』（共著 有斐閣・2011年）
- 『基本講義 労働法』（新世社・2010年）
- 『ブリッジブック先端法学入門』（共編 信山社・2003年）
- 『成果主義人事と労働法』（共編著 日本労働研究機構・2003年）
- 『労務指揮権の現代的展開』（信山社・1999年）
- 『企業法務と労働法』（共編著 商事法務・2019年）

## 門下生
- 天野晋介 -  東京都立大学教授
- 石田信平 - 専修大学教授
- 山本陽大 - 日本労働政策・研修機構主任研究員
- 篠原信貴 - 駒澤大学教授
- 金井幸子 - 愛知大学准教授
- 坂井岳夫 - 同志社大学教授
- 河野尚子 - 京都府立大学准教授
- 岡村優希 - 名古屋市立大学専任講師

## その他
- 学部時代は、秋田成就（法政大学名誉教授）のゼミナールに属し、大学院時代は、菅野和夫に薫陶を受けた。
- 学部の演習（2回生秋学期～）は、雇用社会の変化を洞察しつつ、発生する問題を「法的に」どのように解決していくかを考察することを念頭に置き、企業法務の観点から労働法コンプライアンスと法的リスク管理（予防法務）の視点も摂取している。受講生の関心と自主性を尊重し、調査（Investigation）→思考（Think）→報告（Presentation）→討論（Debate）というプロセスを学ぶことが出来る。さらに、例年3回生の11月頃に、同志社大学の労働法（上田達子教授）ゼミと早稲田大学の労働法（島田陽一教授）ゼミとの合同合宿も行われている[1]。
- 土田は、労働法と他の法分野との研究を進め、労働法を企業法務の観点からも考察しており[2]、労働法コンプライアンスの重要性を法務の観点からいち早く構築し、提唱を行った先駆者である[3]。
- 「ゼミは家族」がスローガン。
- 債権法改正と雇用・労働契約に関する研究会では座長を務めている。